# Sveriges lägsta punkt

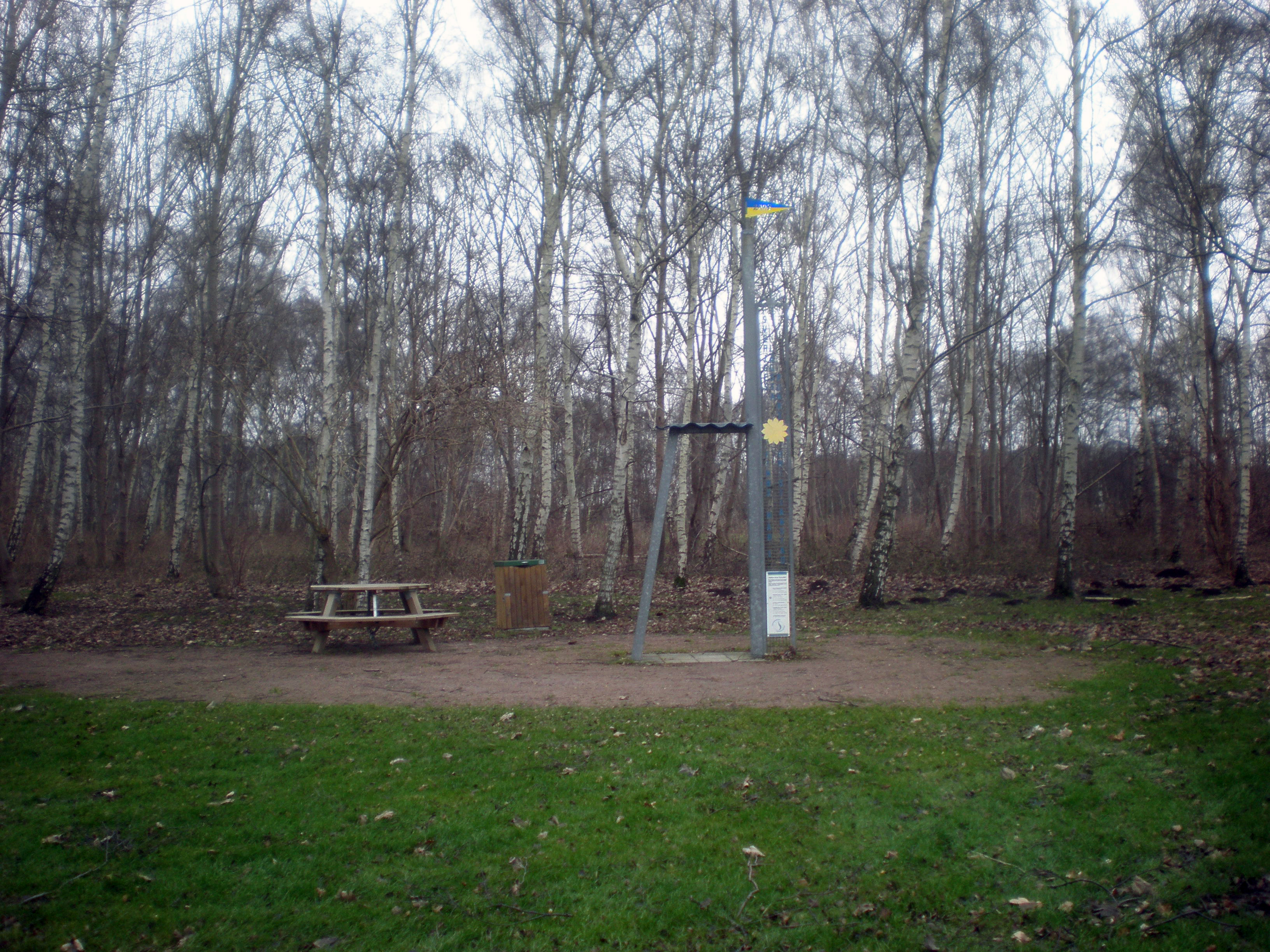
Lägsta punkten (se text) utanför Kristianstad i Skåne.

Det finns flera olika platser som räknas som Sveriges lägsta punkt.
En plats i Kristianstads vattenrike utanför Kristianstad, strax intill E22, är idag Sveriges lägsta markpunkt som inte är grävd. Marknivån ligger 2,32 meter under havsnivån. Punkten är belägen på botten av det som en gång var Nosabyviken, en vik till Hammarsjön, men som torrlades av John Nun Milner på 1860-talet. På platsen finns informationstavlor och en markör som bland annat visar havsnivån.
Området i Kristianstad hålls torrlagt genom dränering och bortpumpning av vatten.
Den forna sjön Vesan i Sölvesborgs kommun har en likartad historia. Vissa menar att den lägsta punkten i gamla Vesan kommer att gå om Kristianstad som lägsta punkt, eftersom marken används flitigt som jordbruksmark.
Det finns lägre marknivåer som är grävda. Limhamns kalkbrott har den lägsta markpunkten under bar himmel, 59 meter under havsnivå. Några andra sådana platser under bar himmel är E6 i Ljungskile (3,5 meter under havet), E45 i Göteborg vid Götatunnelns mynningar (3,5 till 4 meter), och mynningarna för järnvägstunnlarna vid Helsingborgs och Malmö centralstationer och vid Barnhusbron i Stockholm (ca 4–5 meter).
Den lägsta punkten i en tunnel tillgänglig för allmänheten finns i Muskötunneln nära Nynäshamn, 66 meter under havsnivån.
Sveriges lägsta tunnel i alla kategorier ligger troligen i Renströmsgruvan, i Skelleftefältet. Renströmsgruvans lägsta nivå är på 1 388 meters djup från markytan, det vill säga 1 130 meter under havsytan (i och med att markytan ligger på 260 meters höjd).